# Maria del Carme Bosch Juan
Maria del Carme Bosch Juan (Palma, 1942) és una filòloga mallorquina.
Doctora en filosofia i lletres, secció de filologia clàssica, per la Universitat de Barcelona (1974), amb la tesi "Antígona a la literatura moderna". Ha estat professora d'ensenyament mitjà (1966-1979), i, des del 1984, és professora titular de filologia llatina a la Universitat de les Illes Balears. Catedràtica emèrita de filologia llatina de la UIB des de 2012. En el terreny de la literatura clàssica ha estudiat la figura d'Antígona i l'obra de Publi Virgili Maró. En el camp de la literatura catalana ha treballat la influència dels clàssics grecollatins a l'obra de Llorenç Villalonga i a la de Llorenç Riber.